# Cornelius Ludovicus de Wijkerslooth

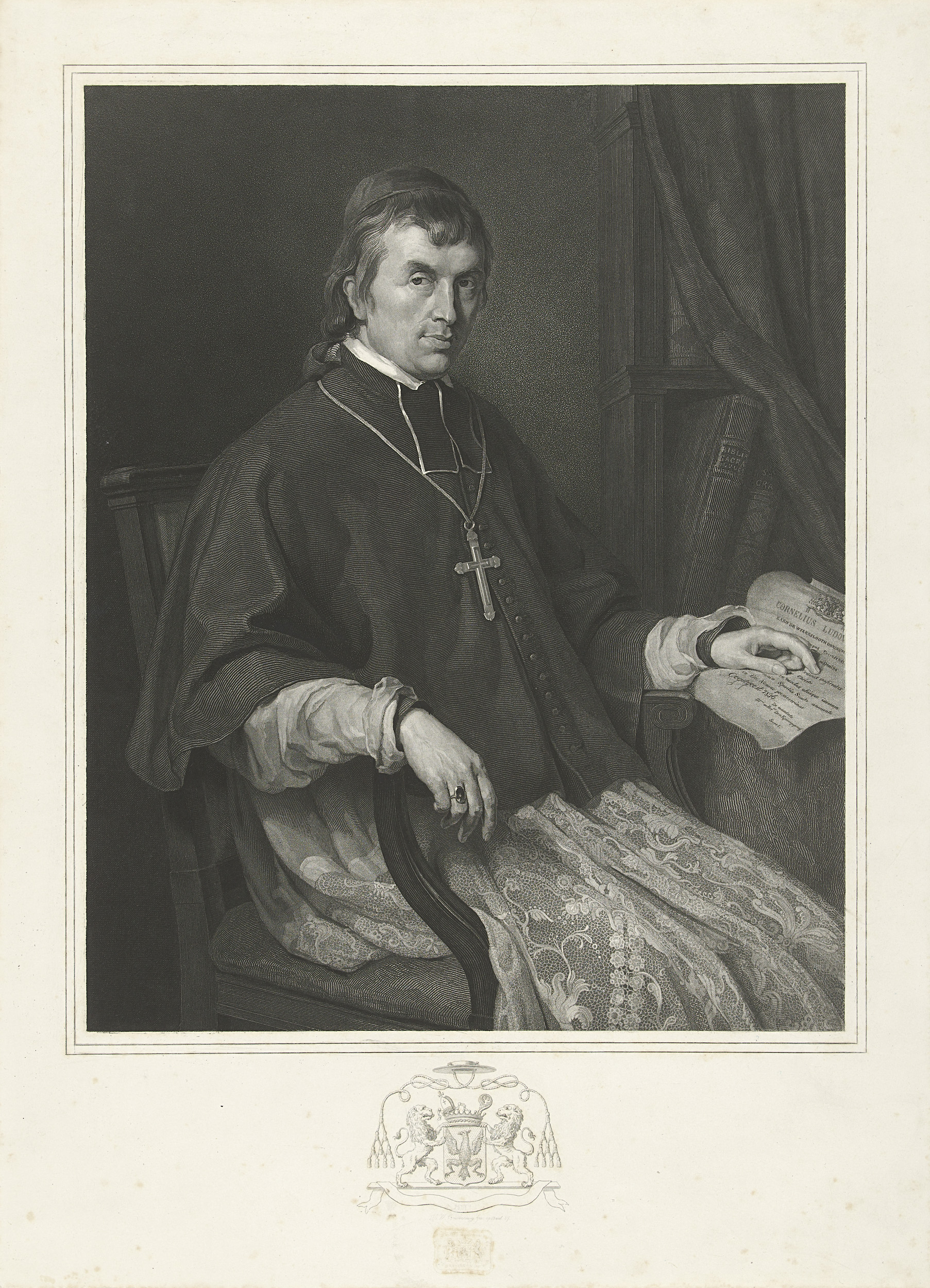
Porträt von Cornelius Ludovicus de Wijkerslooth (1837; Charles Van Beveren; Rijksmuseum)

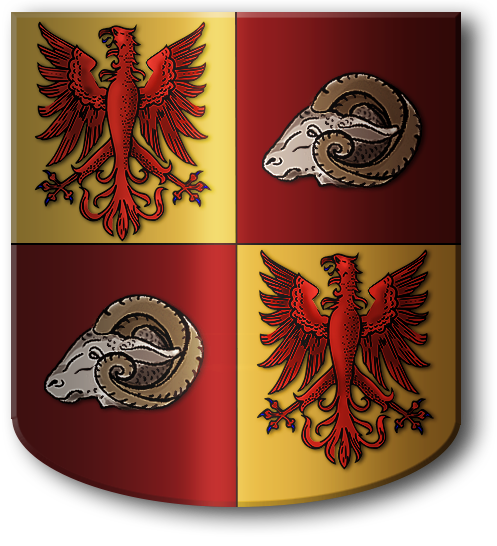
Wappen der Familie De Wijkerslooth de Weerdesteijn

Cornelius Ludovicus Baron de Wijkerslooth, Herr von Schalkwijk en Weerdesteyn (auch: Van Wijkerslooth) (* 25. Mai 1786 in Haarlem; † 10. November 1851 in Oegstgeest) war ein römisch-katholischer Geistlicher und Theologe sowie Titularbischof von Curium.

## Leben
Wijkerslooth stammte aus dem niederländisch-belgischen Adelsgeschlecht De Wijkerslooth. Nach seinem theologischen Studium in Paderborn empfing er am 25. Juni 1811 in Paderborn das Sakrament der Priesterweihe. 1817 ließ er sich in Velsen nieder und baute ein Priesterseminar auf. Er war ab 1833 Professor für Philosophie am Großen Priesterseminar von Warmond.
Am 7. Februar 1832 wurde er von Papst Gregor XVI. zum Titularbischof von Curium ernannt. Der Bischof von Münster, Kaspar Maximilian Droste zu Vischering, spendete ihm am 15. September 1833 die Bischofsweihe; Mitkonsekratoren waren der Abt von Hamborn und Weihbischof im Erzbistum Köln, Karl Adalbert von Beyer OPraem, und der Weihbischof im Bistum Münster, Clemens August Droste zu Vischering. Sein bischöflicher Wahlspruch war Demissa capit, superna respicit.

## Ehrungen
- Kommandeur des Ordens des niederländischen Löwen (1840)[1]
- Kommandeur des Ordens des Heiligen Gregor des Großen (1847)[1]